# Maiao

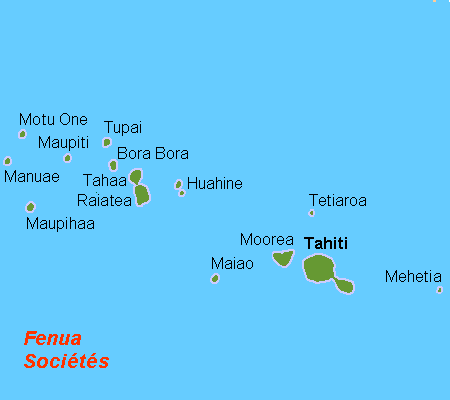
Översiktskarta

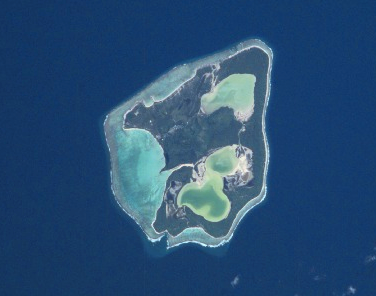
NASA:s foto över Maiao.

Maiao (franska île Maiao, tidigare Tupuaemanu) är en ö i Franska Polynesien i Stilla havet.

## Geografi
Maiao är en ö i ögruppen Sällskapsöarna och ligger cirka 75 km väster om Moorea och cirka 120 km öster om Tahiti.
Ön har en area om cirka 9 km². På ön finns det cirka 300 invånare som alla bor i huvudorten Taora o mere.
Högsta höjden ligger nära Autii med cirka 150 m ö.h.. Maiao har två inre laguner, den ena vid namn Lac Roto Iti som finns i norr och den andra vid namn Lac Roto Rahi som finns i öst. Båda har förbindelser med en yttre lagun genom naturliga kanaler.
Maiao saknar flygplats och kan endast nås med fartyg. Ön tillhör förvaltningsmässigt Moorea.

## Historia
Maiao beboddes troligen av polynesier redan på 900-talet. Ön upptäcktes av Samuel Wallis år 1767.
Ön är känd för sina rikliga Pandanusträd som används som takmaterial till de traditionella tahitiska fale (hus).
1843 blev Maiao tillsammans med övriga öar i Sällskapsöarna en fransk koloni och 1903 införlivades ön tillsammans med övriga öar i det nyskapade Établissements Français de l'Océanie (Franska Oceanien).